# Зустріч біля старої мечеті
«Зустріч біля старої мечеті» — радянський гостросюжетний пригодницький художній чорно-білий фільм, істерн, поставлений в 1969 році режисером Сухбатом Хамідовим на кіностудії «Таджикфільм». Прем'єра фільму відбулася в Москві 9 березня 1970 року.

## Сюжет
На початку 1930-х років в Таджикистані — непростий час. Тривають напади басмачів на мирні міста і кишлаки. Дізнавшись про підготовлюваний напад банди на маленьке містечко на півдні Таджикистану, для захоплення золота, захованого еміром в старій міській мечеті, колишній червоноармієць, учасник громадянської війни Гусєв збирає невеликий загін для відсічі басмачам.

## У ролях
- Ходжадурди Нарлієв — Іззат Карімов (озвучив Володимир Гусєв)
- Расмі Джабраїлов — фотограф (озвучив Сергій Цейц)
- Усман Салімов — старий Гафіз (озвучив Анатолій Кубацький)
- Абдульхайр Касимов — Шаріф (озвучив Іван Рижов)
- Роман Хомятов — Віктор Гусєв
- Олександра Зав'ялова — Маша
- Людмила Хмельницька — дружина фотографа
- Борис Бистров — вчитель Володя Голубєв
- Анвар Тураєв — кіномеханік
- Карло Саканделідзе — маркер Коте
- Ірина Титова — Тамарочка
- Герберт Дмитрієв — Пашков
- Гурміндж Завкібеков — Алімардон
- Турахон Ахмадханов — командир загону Саїдов
- Шамсі Джураєв — жорстокий батько
- Насир Хасанов — міліціонер Амін, брат шашличника
- Микола Волчков — колишній директор школи
- Хайдар Шаймарданов — похилий мешканець міста
- Махмуд Тахірі — людина в паранджі
- Бахталі Сабзалієв — злодій
- М. Ходжикулов — шашличник
- Марат Хасанов — епізод
- Мухаббат Саттарова — епізод
- Кіматшой Іматшоєв — епізод

## Знімальна група
- Режисер: Сухбат Хамідов
- Сценарист: Олег Осетинський
- Оператор: Заур Дахте
- Композитор: Едуард Артем'єв
- Художники: Гурген-Гога Мірзаханов, Володимир Серебровський